# Tala Cañada
Tala Cañada é uma comuna da província de Córdoba, na Argentina.